# Европско првенство у атлетици у дворани 2015 — троскок за мушкарце
Такмичење у троскоку у мушкој конкуренцији на 33. Европском првенству у дворани 2015. у Прагу одржано је 6. и 7. марта у мулти-спортској 02 Арени.
Титулу освојену у Гетеборгу 2013. није бранио Данијеле Греко из Италије.

## Земље учеснице
Учествовало је 21 такмичар из 13 земаља.
1. Азербејџан (1)
2. Белорусија (2)
3. Бугарска (3)
4. Грузија (1)
5. Италија (1)
6. Јерменија (1)
7. Молдавија (1)
8. Пољска (1)
9. Португалија (1)
10. Румунија (2)
11. Русија (3)
12. Словачка (1)
13. Шпанија (3)

## Рекорди
| Рекорди пре почетка Европског првенства 2015.     | Рекорди пре почетка Европског првенства 2015. | Рекорди пре почетка Европског првенства 2015. | Рекорди пре почетка Европског првенства 2015. | Рекорди пре почетка Европског првенства 2015. | Рекорди пре почетка Европског првенства 2015. |
| ------------------------------------------------- | --------------------------------------------- | --------------------------------------------- | --------------------------------------------- | --------------------------------------------- | --------------------------------------------- |
| Светски рекорд                                    | Теди Тамго                                    | Француска                                     | 17,92                                         | Париз, Француска                              | 6. март 2011.                                 |
| Европски рекорд                                   | Теди Тамго                                    | Француска                                     | 17,92                                         | Париз, Француска                              | 6. март 2011.                                 |
| Рекорди европских првенстава                      | Теди Тамго                                    | Француска                                     | 17,92                                         | Париз, Француска                              | 6. март 2011.                                 |
| Најбољи светски резултат сезоне у дворани         | Marquis Dendy                                 | Сједињене Државе                              | 17,23                                         | Фејетвил, САД                                 | 14. фебруар 2015.                             |
| Најбољи европски резултат сезоне у дворани        | Нелсон Евора                                  | Португалија                                   | 17,19                                         | Pombal, Португалија                           | 22. фебруар 2015.                             |
| Рекорди после завршетка Европског првенства 2015. |                                               |                                               |                                               |                                               |                                               |
| Најбољи европски резултат сезоне у дворани        | Нелсон Евора                                  | Португалија                                   | 17,21                                         | Праг, Чешка                                   | 7. март 2015.                                 |

## Најбољи европски резултати у 2015. години
Десет најбољих европских такмичара у троскоку у дворани 2015. године пре почетка првенства (5. марта 2015), имали су следећи пласман на европској и светској ранг листи. (СРЛ)
| 1. | Нелсон Евора        | Португалија | 17,19 | 22. фебруар | 2. СРЛ  |
| 2. | Пабло Торијос       | Шпанија     | 17,03 | 22. фебруар | 3. СРЛ  |
| 3. | Димитриј Сорокин    | Русија      | 16,94 | 18. фебруар | 5. СРЛ  |
| 4. | Алексеј Фeдоров     | Русија      | 16,91 | 18. фебруар | 7. СРЛ  |
| 5. | Димитриј Чижиков    | Русија      | 16,89 | 18. фебруар | 8. СРЛ  |
| 6. | Aliaksei Tsapik     | Белорусија  | 16,77 | 27. фебруар |         |
| 7. | Адријан Свидерски   | Пољска      | 16,75 | 22. фебруар | 11. СРЛ |
| 8. | Фабрицио Донато     | Италија     | 16,70 | 31. јануар  | 13. СРЛ |
| 9. | Александар Јурченко | Русија      | 16,67 | 18. фебруар | 16. СРЛ |
| 9. | Хорхе Химено        | Шпанија     | 16,67 | 22. фебруар | 16. СРЛ |

Такмичари чија су имена подебљана учествовали су на ЕП.

## Сатница
| Датум         | Време | Ниво          |
| ------------- | ----- | ------------- |
| 6. март 2015. | 10:00 | Квалификације |
| 7. март 2015. | 18:40 | Финале        |

## Квалификациона норма
| дворана или отворено |
| -------------------- |
| 16,40 м              |

## Освајачи медаља
|                          |                       |                        |
| Нелсон Евора Португалија | Пабло Торихос Шпанија | Маријан Опреа Румунија |

## Резултати

### Квалификације
Квалификациона норма за пласман 8 такмичара у финале износила је 16,75 метар (КВ). Норму је испунио 1 такмичар, остали су се пласирали на основу постигнутог резултата (кв).
| Место | Атлетичар              | Земља       | ЛР    | ЛРС   | #1    | #2    | #3    | Резултат | Белешка |
| ----- | ---------------------- | ----------- | ----- | ----- | ----- | ----- | ----- | -------- | ------- |
| 1.    | Димитриј Сорокин       | Русија      | 16,94 | 16,94 | 16,76 | -     | -     | 16,76    | КВ      |
| 2.    | Маријан Опреа          | Румунија    | 17,74 | 16,47 | 16,63 | x     | -     | 16,63    | кв, ЛРС |
| 3.    | Нелсон Евора           | Португалија | 17,33 | 17,19 | 16,51 | 16,61 |       | 16,61    | кв      |
| 4.    | Георги Цонов           | Бугарска    | 16,58 | 16,53 | 16,61 |       |       | 16,61    | кв, ЛР  |
| 5.    | Алексеј Фeдоров        | Русија      | 17,12 | 16,91 | 16,53 | 14,46 | x     | 16,53    | кв      |
| 6.    | Пабло Торихос          | Шпанија     | 17,03 | 17,03 | 16,50 | 15,15 | 16,51 | 16,51    | кв      |
| 7.    | Дмитриј Платницки      | Белорусија  | 16,65 | 16,65 | x     | x     | 16,44 | 16,44    | кв      |
| 8.    | Румен Димитров         | Бугарска    | 16,50 | 16,50 | 16,38 | 16,28 | 16,14 | 16,38    | кв      |
| 9.    | Хорхе Химено           | Шпанија     | 16,67 | 16,67 | 16,24 | 13,58 | 16,14 | 16,24    |         |
| 10.   | Владимир Летников      | Молдавија   | 16,85 | 16,31 | x     | 15,83 | 16,18 | 16,18    |         |
| 11.   | Серхио Соланас         | Шпанија     | 16,50 | 16,50 | 15,86 | 16,17 | 14,85 | 16,17    |         |
| 12.   | Адријан Свидерски      | Пољска      | 16,75 | 16,75 | 15,65 | x     | 16,12 | 16,12    |         |
| 13.   | Фабрицио Скембри       | Италија     | 17,21 | 16,58 | 16,08 | x     | 16,02 | 16,08    |         |
| 14.   | Златозар Атанасов      | Бугарска    | 16,70 | 16,59 | x     | 16,05 | x     | 16,05    |         |
| 15.   | Лаша Торгвајдзе        | Грузија     | 16,28 | 16,27 | 15,97 | 15,81 | x     | 15,97    |         |
| 16.   | Левон Агасјан          | Јерменија   | 16,19 | 16,19 | x     | 15,84 | 15,94 | 15,94    |         |
| 17.   | Назим Бабајев          | Азербејџан  | 16,33 | 16,33 | x     | x     | 15,92 | 15,92    |         |
| 18.   | Alexandru George Baciu | Румунија    | 16,31 | 16,31 | x     | 14,95 | 15,79 | 15,79    |         |
| 19.   | Максим Нестеренко      | Белорусија  | 16,66 | 16,66 | x     | x     | 15,15 | 15,15    |         |
| 20.   | Дмитриј Чижиков        | Русија      | 16,89 | 16,89 | 14,61 | 13,65 | 13,35 | 14,61    |         |
| 21.   | Мартин Кох             | Словачка    | 15,59 | 15,32 | x     | x     | 14,26 | 14,26    |         |

Подебљани лични рекорди су и национални рекорди земље коју такмичар представља

### Финале
| Место | Атлетичар         | Земља       | #1    | #2    | #3    | #4    | #5    | #6    | Резултат | Белешка  |
| ----- | ----------------- | ----------- | ----- | ----- | ----- | ----- | ----- | ----- | -------- | -------- |
|       | Нелсон Евора      | Португалија | x     | x     | 16,98 | 16,97 | 17,15 | 17,21 | 17,21    | ЕРС, ЛРС |
|       | Пабло Торихос     | Шпанија     | 16,33 | 16,93 | 16,15 | 16,79 | 17,04 | 16,34 | 17,04    | НР       |
|       | Маријан Опреа     | Румунија    | 16,74 | 16,91 | x     | 16,80 | -     | 16,73 | 16,91    | ЛРС      |
| 4.    | Алексеј Фeдоров   | Русија      | x     | x     | 16,88 | 16,66 | 16,68 | 16,87 | 16,88    |          |
| 5.    | Георги Цонов      | Бугарска    | 16,51 | x     | x     | 16,48 | 16,75 | 16,67 | 16,75    | ЛР       |
| 6.    | Димитриј Сорокин  | Русија      | 16,65 | 14,38 | 16,37 | x     | 16,28 | 16,53 | 16,65    |          |
| 7.    | Дмитриј Платницки | Белорусија  | 15,35 | 16,43 | x     | x     | 16,41 | 16,40 | 16,43    |          |
| 8.    | Румен Димитров    | Бугарска    | x     | 15,91 | x     | 16,36 | x     | 16,12 | 16,36    |          |